# Василевич, Иван Антонович
Иван Антонович Василевич (бел. Іван Антонавіч Васілевіч; 1894, м. Будслав, Вилейский уезд, Виленская губерния, Российская империя — 24 ноября 1937) — советский партийный и государственный деятель, второй секретарь ЦК КП(б) Беларуси (1927—1930).

## Биография
Родился в крестьянской семье. В Будславе окончил начальную школу.
После Октябрьской революции 1917 г. его избрали председателем исполнительного комитета волостного Совета, позднее стал комиссаром по продовольствию Виленской губернии.
Член РКП(б) с 1918 г. После создания Литовско-Белорусской ССР в феврале 1919 г., был назначен заместителем наркома продовольствия.
Позднее руководил продовольственным обеспечением Юго-Западного фронта.
После завершения Гражданской войны работал на Украине: губпродкомиссар в Екатеринославле, член Реввоенсовета Харьковского военного округа. Являлся руководителем налогового управления наркомата финансов СССР.
В конце 1925 г. вернулся в Белоруссию и был назначен наркомом внутренней торговли, избран кандидатом в члены ЦК КП(б)Б. Весной 1926 г. стал народным комиссаром финансов БССР.
Под его руководством стала осуществляться реформа сельхозналога в БССР в 1926 году, согласно которой расширялся круг облагаемых доходов и налоговых льгот для бедняцких и коллективных хозяйств при одновременном резком повышении прогрессивных ставок для зажиточных и середняцких слоев в белорусской деревне.
При обосновании проекта бюджета на 1926—1927 гг. выделял его особенности: уменьшение доходов в связи с завершением восстановительного периода и замедлением экономического роста в БССР; переориентацию бюджета на финансирование народного хозяйства; разделение городских и окружных бюджетов.
На XI съезде КП(б) Беларуси в ноябре 1927 года был избран вторым секретарем ЦК КП(б). На этой должности он заботился о белорусской интеллигенции, создании благоприятных условий для её деятельности. Когда во время XII съезда звучали обвинения Т. Гартного, М. Зарецкого, А. Александровича в нацдемовских взглядах и ошибках, а некоторые требовали наказания для писателей, Василевич выступил в их защиту. Он заявил, что глупо было бы после признания ими своих ошибок отбрасывать их, что они могут в дальнейшем принести много пользы для белорусского народа. Василевич часто посещал гостеприимный дом Янки Купалы.
В конце 1920-х годов основное внимание, в том числе в своих публикациях и выступлениях уделял идеологическому обеспечению перехода к массовой коллективизации сельского хозяйства БССР.
В конце октября 1930 года пленум ЦК КП(б)Б постановил откомандировать И. А. Василевича в Москву, в распоряжение ЦК партии. В Москве он работал в Наркомате земледелия СССР. Вместе с В. Г. Кнорином, И. А. Меницким, А. С. Славинским входил в подсекцию истории Беларуси секции истории народов СССР при Обществе историков-марксистов.
В дальнейшем был направлен на Дальний Восток. В 1932—1933 гг. был заведующим сельскохозяйственного отдела Дальневосточного крайкома ВКП(б). В 1933—1934 гг. — председатель Исполнительного комитета Нижнеамурского окружного Совета.
20 июня 1937 года был безосновательно арестован. Согласно обвинению «с 1933 г. был членом антисоветской организации „правых“, которая действовала в БССР, занимался вредительской деятельностью в хозяйственном строительстве», был «польским и японским шпионом». В числе 40 осужденных по 1-й категории был внесён в «Список лиц по Белорусской ССР, подлежащих суду Военной коллегии Верховного суда Союза ССР» (01.11.1937 г.), подписанный начальником 8-го отдела ГУГБ НКВД ст. майором госбезопасности Цесарским. Расстрелян 24 ноября 1937 года. Реабилитирован посмертно в 1956 году.

## Статьи и выступления
- Класавае раслаенне сялянства//Звязда. — 1926. — № 44;
- Развіце савецкага гандлю за 8 год//Савецкая Беларусь. — 1925. — № 255;
- Аб некаторых пытаннях сацыялістычнага будаўніцтва і барацьбы за гэнэральную лінію партыі// Бальшавік Беларусі. — 1929. — № 10-12. — С. 3-12;
- Доклад па бюджету на 1926/27 гг.//Стэнаграфічная справаздача III сесіі ЦВК БССР. — Мн., 1926. — С. 5-13; 210—215.